# Christianshavnskredsen
Christianshavnskredsen var i 1920-2006 en opstillingskreds i Søndre Storkreds. Kredsen blev nedlagt i 2007. Afstemningsområde: 2. Christanshavn, indgår fremover i Indre Bykredsen. Afstemningsområderne: 2. Vest (Islands Brygge), 2. Øst og 2. Syd (Amager Fælled), indgår fremover i Sundbyvesterkredsen. Begge de nye kredse ligger i Københavns Storkreds.
Den 8. februar 2005 var der 28.550 stemmeberettigede vælgere i kredsen.
Kredsen rummede flg. kommuner og valgsteder:
Del af Københavns Kommune
2. Christianshavn
2. Syd
2. Vest
2. Øst